# Нейенгоф (Куусалу)
Не́йенгоф (нем. Neuenhof), также мы́за Ло́о (эст. Loo mõis) — рыцарская мыза на севере Эстонии в волости Куусалу уезда Харьюмаа. Согласно историческому административному делению, относилась к приходу Кузаль.

## История мызы
Мыза впервые упомянута в 1536 году. Столетиями её жизненный уклад был связан с находившейся по соседству c рыцарской мызой Кольк, владельцам которой — дворянским семействам (Стенбок и Делагарди) — она принадлежала до начала XX века. Мыза Нейенгоф (Лоо) фактически являлась побочной мызой мызы Кольк.

## Главное здание
Главное здание мызы было изначально одноэтажной деревянной постройкой конца XVIII — начала XIX веков. Позже к правому краю здания пристроили двухэтажное крыло. Старое (одноэтажное) здание было в центральной части на ширину трёх окон двухэтажным.
После Второй мировой войны главное здание мызы было перестроено в квартирный дом. Он сгорел 7 марта 1981 года. 

## Мызный комплекс
Большая часть дополнительных построек были расположены на другой стороне дороги Куусалу—Юминда.
Из протекающей через центр мызы реки Колга было сделано небольшое искусственное живописное озеро. Большая часть дополнительных построек находились либо на берегу этого озера, либо недалеко от него.
На сегодняшний день практически все мызные постройки находятся в руинах, сохранился лишь достаточно большой отрезок ограды.
Сохранилась (и в начале 2000-х годов была восстановлена) маленькая амбарная постройка на границе т. н. почётного круга у главного здания.